# Joachim Degener
Joachim Karl Hermann Felix Degener (* 28. November 1883 in Metz; † 7. September 1953 in Würzburg) war ein deutscher Generalmajor im Zweiten Weltkrieg.

## Leben
Degener trat am 20. September 1912 als Fahnenjunker in das Braunschweigische Husaren-Regiment Nr. 17 ein.

### Erster Weltkrieg
Vom 2. August 1914 bis 2. September 1915 war er Angehöriger der 4. Eskadron dieses Regiments. In der Zeit vom 8. Juni 1915 bis zum 22. Juni 1915 war er als Ordonnanzoffizier zum Stab des kombinierten Armeekorps „K“ abgestellt. Aus gesundheitlichen Gründen wurde er am 4. September 1915 von der Front in die Heimat versetzt, wo er bis zum 27. Februar 1916 in einem Kavallerie-Ersatzdepot verblieb. Am 27. Februar 1916 erfolgte die Versetzung zur Ersatz-Eskadron des Husaren-Regiments Nr. 13, bei der Degener bis zum 21. Mai 1916 verblieb. Danach erfolgte die Verwendung im Feldregiment bis 22. September 1916. An diesem Tag wurde Degener zu seinem alten Stammregiment zurückversetzt und blieb dort, ab dem 1. Januar 1918 als Eskadronführer, bis zu dessen Auflösung am 12. Juni 1919.

### Reichswehr
Degener wurde in die vorläufige Reichswehr übernommen und zum Reiter-Regiment 10 in Torgau kommandiert, wo er bis zum 15. März 1920 verblieb. Danach tat er bis zum 22. März 1926 im 13. (Preußisches) Reiter-Regiment in Lüneburg Dienst. In dieser Zeit nahm er vom 1. Oktober 1921 bis zum 30. September 1923 an einem Führungslehrgang beim Stab der 6. Infanterie-Division teil und übernahm dann als Chef eine Eskadron des Regiments. Diese Position behielt Degener bis zum 1. Februar 1931, als er zum Gehilfen des Operationschef (Ia) der 2. Kavalleriedivision bestellt wurde. Am 1. Dezember 1933 wurde er Kommandeur des 10. (Preußisches) Reiter-Regiments und Garnisonsältester in Torgau. Vom 21. August bis zum 1. Oktober 1934 erfolgte eine kurzzeitige Abordnung zum Reichswehrministerium und danach die Rückkehr nach Torgau, wo Degener bis zum 1. Januar 1935 stationiert war. Im Anschluss wurde er in Verwendung als Taktik-Ausbilder an die Kriegsschule in München versetzt.

### Wehrmacht
Anschließend war Degener vom 12. Oktober 1937 bis 24. November 1938 Kommandeur der Lehr- und Versuchsabteilung der Heeres-Reitschule in Krampnitz. Am 24. November 1938 wurde er Kommandeur des Kavallerie-Regiments 14 in Ludwigslust. Vom 23. Oktober 1939 bis zum 6. Februar 1941 war Degener Kommandeur der 5. Schützen-Brigade und wechselte dann als Standortkommandant nach Würzburg. Diese Funktion übte er bis zum 1. April 1944 aus, um anschließend zur Führerreserve versetzt zu werden. Vom 4. April bis zum 16. April 1944 war Degener kurzzeitig beim Oberkommando des Heeres und wurde anschließend in die Ukraine versetzt, wo er kurz Kommandant der Stadt Kowel war, um vom 5. Mai bis zum 1. Juni 1944 erneut zur Führerreserve versetzt zu werden. Nach einer Dienststelle beim Oberkommando in Frankreich vom 1. Juni bis zum 19. Juli 1944 übernahm dann Degener das Kommando über die Feldkommandantur 997 in Perpignan. Von August bis Oktober 1944 war er Kommandeur der „Kampfgruppe Degener“, um danach als Kommandeur vom 24. Oktober bis 29. Dezember 1944 die neuaufgestellte 189. Infanterie-Division zu übernehmen. Vom 29. Dezember 1944 bis zum 18. Januar 1945 erneut zur Führerreserve versetzt, wurde er an diesem Tag zum Kampfkommandanten der Stadt Győr in Ungarn ernannt. Ab 8. Mai 1945 in Kriegsgefangenschaft, wurde er, obwohl ursprünglich von Frankreich wegen Kriegsverbrechen angeklagt, freigesprochen und am 22. Mai 1948 entlassen.

## Auszeichnungen
- Eisernes Kreuz (1914) II. und I. Klasse[2]
- Braunschweigisches Kriegsverdienstkreuz II. Klasse[2]
- Spange zum Eisernen Kreuz II. und I. Klasse

### Beförderungen
- Fahnenjunker am 20. September 1912
- Fahnenjunker-Unteroffizier am 5. April 1913
- Fähnrich am 16. Juni 1913
- Leutnant am 22. März 1914 mit Patent vom 23. März 1912
- Oberleutnant am 20. Mai 1917
- Rittmeister am 1. Februar 1925
- Major am 1. April 1934
- Oberstleutnant am 1. August 1936
- Oberst am 1. April 1939
- Generalmajor am 16. Oktober 1942 mit Wirkung und RDA vom 1. November 1942

## Werke (Auswahl)
- gemeinsam mit Heinrich Greiner: Gefechtsführung und Kampftechnik, Berlin: Mittler, 1937.
- gemeinsam mit Heinrich Greiner: Aufgabenstellung und Übungsleitung mit praktischen Beispielen, Berlin: Mittler, 1938.